# Uithoorn
Uithoorn er en kommune og en by i Holland, i provinsen Nordholland. 

## Befolkningscentre
Kommunen Uithoorn består af de følgende byer, landsbyer og/eller distrikter: De Kwakel, Uithoorn.

## Historie
Navnet De Uithoorn (også De Uythoorn) blev brugt fra slutningen af middelalderen brugt om et område omkring dekanatet Saint John. Landsbyen dannedes omkring domhuset.
Folk var afhængige af landbrug og husdyrhold. Landbrug blev mere og mere besværligt grundet en vedvarende landsænkning. Fra omkring år 1600 blev tørveudvinding vigtigt hvilket resulterede i dannelsen af store damme der senere skulle blive til koge.
Under Den fransk-hollandske krig i "katastrofeåret" 1672 lå Uithoorn ved fronten og der blev bygget forsvarsværker.
Under den Bataviske Republik blev den nærliggende landsby Thamen slået sammen med Uithoorn. Den økonomiske udvikling var begrænset, men blev forbedret i midten af det 19. århundrede da der blev etableret industri (inklusive kemisk industri). Genindvinden af land fra de store damme skabte ekstra landbrugsjord ved slutningen af århundredet.
Cirka 1885 blev der bygget flere forsvarsværker omkring Uithoorn som led i Amsterdams forsvarsværker. I 1915 blev jernbanen ledt gennem byen
Efter 2. verdenskrig udviklede Uithoorn sig hurtigt: i 1948 blev Thamerdal området bygget, fulgt af Zijdelwaard i 1960, Legmeer i 1972 og Meerwijk-West og Meerwijk-Oost fra 1985. I 1991 blev der bygget et nyt indkøbscenter i centrum på bekostning af mange historiske bygninger.

## Byråd
Byrådet i Uithoorn består af 21 sæder som er fordelt som følger:
- VVD – 6 sæder
- CDA – 5 sæder
- Gemeente Belangen – 5 sæder
- PvdA – 3 sæder
- D66 – 1 sæde
- GroenLinks – 1 sæde

## Eksterne links
- Wikimedia Commons har flere filer relateret til Uithoorn
- Et kort over Uithoorn Arkiveret 3. februar 2008 hos  Wayback Machine
- Et kort over hele kommunen Arkiveret 10. december 2007 hos  Wayback Machine

52°14′31″N 4°49′30″Ø / 52.242°N 4.825°Ø